# Rei‐filósofo
Um rei‐filósofo é, segundo Platão, um governante inteligente e confiável que ama o conhecimento e aceita viver uma vida simples. Assim são os governantes de Calípolis, sua cidade utópica. A existência de tal comunidade seria impossível «enquanto não forem, ou os filósofos reis nas cidades, ou os que agora se chamam rei e soberanos filósofos genuínos e capazes.

## A República
Na sua obra A República, Platão define um filósofo primeiramente como um «amante da sabedoria». Então, distingue quem ama o verdadeiro conhecimento — em contraposição à mera experiência ou educação — ao dizer que um filósofo é o único com acesso às ideias. Em seguida, com o objetivo de defender a ideia de que os filósofos são os melhores governantes, apresenta a alegoria do navio: um verdadeiro piloto precisa se preocupar com o ano, as estações, o céu, os astros, os ventos e tudo que diz respeito à sua arte se quer de fato ser comandante do navio.

## Exemplos

### China
Sem dúvidas o mais notável exemplo de civilização por guiada por filosofia e não por religião, principalmente pelo Confucionismo, embora o próprio Confúcio se considerava apenas um transmissor de valores culturais herdados das dinastias Xia (c. 2070–1600 a.C.), Shang (c. 1600–1046 a.C.) e Zhou ocidental (c. 1046–771 a.C.).

### Grécia
Arquitas foi um filósofo pitagórico e líder político na antiga cidade grega de Tarento, na Itália. Ele era um amigo íntimo de Platão, e alguns estudiosos afirmam que ele pode ter sido uma inspiração para o conceito platônico de rei-filósofo.   

### Roma
Marco Aurélio, o último dos cinco bons imperadores romanos, foi o primeiro exemplo proeminente de rei-filósofo. Sua obra Meditações, escrita em grego enquanto estava em campanha entre os anos de 170 e 180, é reverenciada ainda hoje como um monumento literário à filosofia estoica.    

### Pérsia
Cosroes I, o vigésimo xá do Império Sassânida, foi considerado por alguns um rei-filósofo. Ele era admirado tanto na Pérsia como além pelo seu caráter, suas virtudes e seu conhecimento de filosofia grega.

### Hungria
Matias I, rei da Hungria e da Croácia, foi influenciado pelo pensamento renascentista e empenhou-se fortemente em seguir o modelo e as ideias do rei-filósofo.

### Irã
Diz-se que o aiatolá Khomeini começou a se interessar em misticismo islâmico e na República de Platão enquanto estava em Qom, na década de 1920. Especula-se que ele foi inspirado pelo conceito de rei-filósofo, que futuramente baseou elementos de sua república islâmica — da qual foi líder supremo de 1979 a 1989.

## Críticas
Karl Popper, um reconhecido filósofo austro-britânico, atribuiu culpa à ideia platônica do rei-filósofo pela ascensão do totalitarismo no século XX. Para ele, a engenharia social e o idealismo inerentes ao rei-filósofo levam diretamente a Hitler e Stalin (por intermédio de Hegel e Marx, respectivamente).